# Tachydromia phengites
Tachydromia phengites är en tvåvingeart som beskrevs av Axel Leonard Melander 1927. Tachydromia phengites ingår i släktet Tachydromia och familjen puckeldansflugor. Inga underarter finns listade i Catalogue of Life.